# Єрман Врх
Єрман Врх (словен. Jerman Vrh) — поселення в общині Шкоцян, регіон Південно-Східна Словенія, Словенія.